# Carlo V d'Angiò
Carlo V d'Angiò detto anche Carlo III di Provenza (1446 – Marsiglia, 1481) è stato Conte del Maine, Conte di Guisa, Duca d'Angiò, Conte di Provenza e Forcalquier, pretendente Duca di Calabria e quindi pretendente al trono di Napoli.
Di carattere debole e mediocre, non partecipò attivamente ai grandi eventi politici della sua epoca, ma quale ultimo discendente degli Angioini, senza eredi diretti in linea maschile, lasciò alla corona di Francia le sue terre e le rivendicazioni della sua dinastia su Napoli e la Sicilia.

## Biografia

### Infanzia
Nato nel 1446 da Carlo IV d'Angiò (1414-1472) e da Isabella di Lussemburgo († 1472), figlia di Pietro di Lussemburgo-Saint-Pol, conte di Montaldo, e di Margherita del Balzo.
Nel 1472, alla morte del padre, ereditò i titoli di conte del Maine e di Guisa.

### Matrimonio
Nel 1474 sposò Giovanna di Lorena (1458 † 1480), figlia del conte di Vaudemont Federico VI di Lorena (1425-1472) e della duchessa di Lorena Iolanda d'Angiò (1428-1483, figlia di Renato d'Angiò). Dal matrimonio non nacquero figli.

### Ascesa
Nel 1480, alla morte dello zio (fratello del padre) Renato d'Angiò, ereditò i titoli di duca d'Angiò e conte di Provenza e Forcalquier, contrastato dal cognato Renato II di Lorena il quale pretendeva agli stessi titoli e terre per una discendenza più diretta, ma in linea femminile. Suo cugino però, il re Luigi XI di Francia, intervenne in favore di Carlo, facendo prevalere il concetto della discendenza in linea maschile e preparandosi ad ereditare lui stesso l'eredità, nel caso Carlo non avesse avuto figli maschi.

### Morte
Carlo morì a Marsiglia nel 1481, e dato che il suo matrimonio non aveva prodotto eredi diretti in linea maschile (e neppure femminile), lasciò la maggior parte della sua eredità a suo cugino Luigi XI di Francia, mentre al nipote, Luigi d'Armagnac, figlio della sorellastra, Luisa, lasciò solo la piccola contea di Guisa e poche altre terre; di conseguenza la maggior parte dell'eredità angioina (il ducato d'Angiò e le contee del Maine, di Provenza e di Forcalquier), passarono alla diretta dipendenza della corona di Francia. Anche la pretesa al regno di Napoli non ebbe più alcun pretendente tra i discendenti degli angioini e passò alla corona di Francia, che difatti nei decenni successivi la rivendicò, provocando lo scoppio delle Guerre d'Italia rinascimentali.

## Ascendenza
|                                            |                                           |                                            | Genitori                                 |  |  | Nonni |  |  | Bisnonni              |  |  | Trisnonni              |  |
|                                            |                                           |                                            |                                          |  |  |       |  |  | Louis I, duca d'Angiò |  |  | Jean II, re di Francia |  |
|                                            |                                           |                                            |                                          |  |  |       |  |  | Louis I, duca d'Angiò |  |  | Jean II, re di Francia |  |
|                                            |                                           | Bona Lucemburská                           |                                          |  |  |       |  |  | Louis I, duca d'Angiò |  |  |                        |  |
| Louis II, duca d'Angiò                     |                                           |                                            |                                          |  |  |       |  |  | Louis I, duca d'Angiò |  |  |                        |  |
|                                            |                                           | Marie de Blois                             | Charles de Blois                         |  |  |       |  |  |                       |  |  |                        |  |
|                                            |                                           | Marie de Blois                             | Charles de Blois                         |  |  |       |  |  |                       |  |  |                        |  |
|                                            |                                           | Marie de Blois                             | Jeanne, contessa di Penthièvre           |  |  |       |  |  |                       |  |  |                        |  |
| Charles IV, conte del Maine                |                                           | Marie de Blois                             |                                          |  |  |       |  |  |                       |  |  |                        |  |
|                                            |                                           | Joan I, re d'Aragona                       | Pere IV, re d'Aragona                    |  |  |       |  |  |                       |  |  |                        |  |
|                                            |                                           | Joan I, re d'Aragona                       | Pere IV, re d'Aragona                    |  |  |       |  |  |                       |  |  |                        |  |
|                                            |                                           | Joan I, re d'Aragona                       | Eleonora di Sicilia                      |  |  |       |  |  |                       |  |  |                        |  |
| Violant d'Aragó                            |                                           | Joan I, re d'Aragona                       |                                          |  |  |       |  |  |                       |  |  |                        |  |
|                                            |                                           | Yolande de Bar                             | Robert I, duca di Bar                    |  |  |       |  |  |                       |  |  |                        |  |
|                                            |                                           | Yolande de Bar                             | Robert I, duca di Bar                    |  |  |       |  |  |                       |  |  |                        |  |
|                                            |                                           | Yolande de Bar                             | Marie de Valois                          |  |  |       |  |  |                       |  |  |                        |  |
| Charles V, duca d'Angiò                    |                                           | Yolande de Bar                             |                                          |  |  |       |  |  |                       |  |  |                        |  |
|                                            | Jean de Luxembourg, signore di Beaurevoir | Guy de Luxembourg, conte di Ligny          |                                          |  |  |       |  |  |                       |  |  |                        |  |
|                                            | Jean de Luxembourg, signore di Beaurevoir | Guy de Luxembourg, conte di Ligny          |                                          |  |  |       |  |  |                       |  |  |                        |  |
|                                            | Jean de Luxembourg, signore di Beaurevoir | Mahaut de Châtillon, contessa di Saint-Pol |                                          |  |  |       |  |  |                       |  |  |                        |  |
| Pierre I de Luxembourg, conte di Saint-Pol | Jean de Luxembourg, signore di Beaurevoir |                                            |                                          |  |  |       |  |  |                       |  |  |                        |  |
|                                            |                                           | Marguerite d'Enghien, contessa di Brienne  | Louis d'Enghien, conte di Brienne        |  |  |       |  |  |                       |  |  |                        |  |
|                                            |                                           | Marguerite d'Enghien, contessa di Brienne  | Louis d'Enghien, conte di Brienne        |  |  |       |  |  |                       |  |  |                        |  |
|                                            |                                           | Marguerite d'Enghien, contessa di Brienne  | Giovanna Sanseverino                     |  |  |       |  |  |                       |  |  |                        |  |
| Isabelle de Luxembourg-Saint-Pol           |                                           | Marguerite d'Enghien, contessa di Brienne  |                                          |  |  |       |  |  |                       |  |  |                        |  |
|                                            |                                           | Francesco I del Balzo, duca d'Andria       | Bertrando III del Balzo, conte di Andria |  |  |       |  |  |                       |  |  |                        |  |
|                                            |                                           | Francesco I del Balzo, duca d'Andria       | Bertrando III del Balzo, conte di Andria |  |  |       |  |  |                       |  |  |                        |  |
|                                            |                                           | Francesco I del Balzo, duca d'Andria       | Marguerite d'Aulnay                      |  |  |       |  |  |                       |  |  |                        |  |
| Margherita del Balzo                       |                                           | Francesco I del Balzo, duca d'Andria       |                                          |  |  |       |  |  |                       |  |  |                        |  |
|                                            |                                           | Sveva Orsini                               | Nicola Orsini                            |  |  |       |  |  |                       |  |  |                        |  |
|                                            |                                           | Sveva Orsini                               | Nicola Orsini                            |  |  |       |  |  |                       |  |  |                        |  |
|                                            |                                           | Sveva Orsini                               | Jeanne de Sabran                         |  |  |       |  |  |                       |  |  |                        |  |
|                                            |                                           | Sveva Orsini                               |                                          |  |  |       |  |  |                       |  |  |                        |  |